# ATP de Coral Springs
O ATP de Coral Springs – ou International Tennis Championships – foi um extinto torneio de tênis masculino, na categoria ATP World Series, que aconteceu entre 1993 e 1998, em Coral Springs, nos Estados Unidos.

## Finais

### Simples
| Ano  | Campeão           | Vice-campeão       | Resultado      |
| ---- | ----------------- | ------------------ | -------------- |
| 1998 | Andrew Ilie       | Davide Sanguinetti | 7–5, 6–4       |
| 1997 | Jason Stoltenberg | Jonas Björkman     | 6–0, 2–6, 7–5  |
| 1996 | Jason Stoltenberg | Chris Woodruff     | 7–64, 2–6, 7–5 |
| 1995 | Todd Woodbridge   | Greg Rusedski      | 6–4, 6–2       |
| 1994 | Luiz Mattar       | Jamie Morgan       | 6–4, 3–6, 6–3  |
| 1993 | Todd Martin       | David Wheaton      | 6–3, 6–4       |

### Duplas
| Ano  | Campeões                       | Vice-campeões                | Resultado     |
| ---- | ------------------------------ | ---------------------------- | ------------- |
| 1998 | Grant Stafford Kevin Ullyett   | Mark Merklein Vince Spadea   | 7–5, 6–4      |
| 1997 | Dave Randall Greg Van Emburgh  | Luke Jensen Murphy Jensen    | 6–7, 6–2, 7–6 |
| 1996 | Todd Woodbridge Mark Woodforde | Ivan Baron Brett Hansen-Dent | 6–3, 6–3      |
| 1995 | Todd Woodbridge Mark Woodforde | Sergio Casal Emilio Sánchez  | 6–3, 6–1      |
| 1994 | Lan Bale Brett Steven          | Ken Flach Stephane Simian    | 6–3, 7–5      |
| 1993 | Patrick McEnroe Jonathan Stark | Paul Annacone Doug Flach     | 6–4, 6–3      |